# 연천향교
연천향교(漣川鄕校)는 대한민국 경기도 연천군 차탄리에 있다. 1986년 4월 10일 연천군의 향토문화재 제2호로 지정되었다.

## 연혁
일제강점기 일제의 강요로 연천읍에 있던 향교가 마전향교 및 삭령향교에 편입되어 폐지되었으며, 다른 교육기관으로 이용되다가 한국 전쟁 이후 마전향교와 연천향교가 전소되고 마전향교지는 민북지역이 되고 삭령향교는 미수복 지역이 되어 연천읍에 향교를 재건했다. 

## 시설
성현들의 위패를 모신 대성전, 유생들의 학업장소였던 명륜당 등이 있다.